# Alla turca
Ne doit pas être confondu avec Musique turque.
alla turca (en allemand Janitscharenmusik, « musique des janissaires ») est un genre musical européen des XVIIIe et XIXe siècles ; les compositeurs de l'époque à avoir composé dans ce style sont notamment Wolfgang Amadeus Mozart et Ludwig van Beethoven et également des compositeurs français comme Michel Corrette à l'occasion de visite d'ambassadeurs turcs en France.
Très apprécié par le public viennois, des plus aristocratiques aux moins érudits, ce style se distinguait par son mélange d'exotisme typique et d'une ambiance plus festive et ironique, rendue explicite par l'utilisation des cymbales, du triangle et de la grosse caisse (“kös”, “davul”).

## Contexte français
L'attrait de l'Orient sur les compositions occidentales est alimentée par les histoires et les chansons des croisades et la publication de la traduction française des Mille et une nuits par Antoine Galland en 1704.

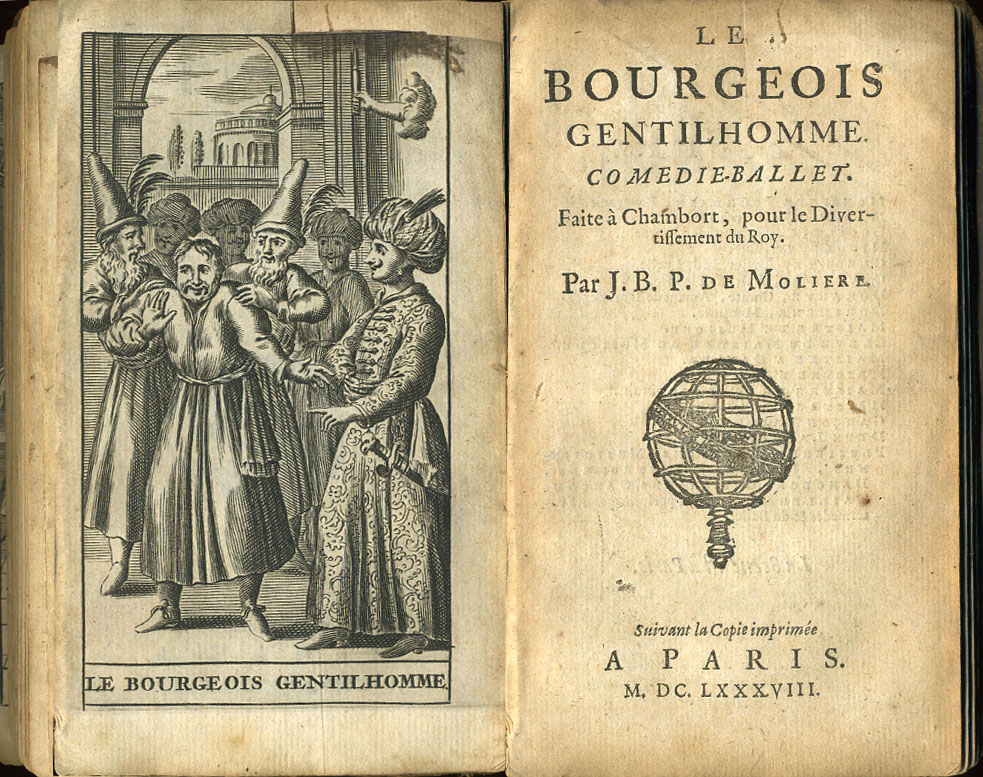
Le Bourgeois gentilhomme.

L'émissaire du sultan Mehmed IV, Soliman Aga, est envoyé auprès du roi Louis XIV en novembre 1669 et inspirerera une caricature de la culture turque pour des raisons diplomatiques : en effet, la cour de Versailles avait sorti ses plus grandes richesses afin de recevoir pour l'ambassadeur du Grand Turc qui n'était en fait qu'un simple diplomate, celui-ci a volontairement manqué d'attention à toutes ces dorures et aurait dit que « Dans mon pays, lorsque le Grand Seigneur se montre au peuple, son cheval est plus richement orné que l'habit que je viens de voir ». En réaction, le roi commande une pièce de théâtre « où l’on put faire entrer quelque chose des habillements et des manières des Turcs » : la comédie-ballet Le Bourgeois gentilhomme (1670) est écrite et intègre le célèbre « ballet turc ridicule », qui permet au pouvoir royal de trouver une réplique élégante au manque de savoir-vivre de son invité. Les premières notes de la Marche pour la Cérémonie des Turcs d'une Turquie purement inventée par l’imaginaire de Jean-Baptiste Lully créent un caractère solennel : emploi d'instruments de percussion, les rythmes pointés, les grands accords joués dans une nuance forte et les mélodies qui se répètent... Cette pièce instrumentale exploite les différents outils musicaux caractéristiques de la musique baroque française que Jean-Baptiste Lully détourne pour devenir des éléments comiques. L'ensemble utilisé était proche des « Vingt-quatre violons du roi », ensemble né de la volonté du roi Louis XIV et composé de cordes (violons, altos, violoncelles, ou basses de violes), flûtes, hautbois et bassons. La présence de tambours et tambours basques permet de renforcer le côté « turc ». Le clavecin et la basse de cordes assurent le continuo.

« La fascination atteint son paroxysme avec l'arrivée en 1720 de Mehmet Efendi, le premier ambassadeur ottoman à la cour du roi de France, l'engouement pour les "turqueries" et autres objets exotiques se répand rapidement. La "turcomania" atteint un nouveau sommet lorsqu'en 1742, le jeune Said Efendi, le fils de Mehmet, est à son tour nommé ambassadeur à Paris. »

La musique alla turca s'agit d'un style développé pour satisfaire la mode (d'alors) de ce qu'on appelle la Turquerie selon des conventions stéréotypées, qui ne correspondaient pas vraiment à la véritable musique des fanfares militaires turques (les fanfares de janissaires, ou mehter en turque) sauf pour l'instrumentation.
En revanche, les orchestres ont été significativement influencées par l'instrumentation des janissaires, ainsi que par leur discipline et leurs uniformes.
La visite d'ambassadeurs turcs en France est l'occasion d'hommages musicaux en leur honneur. On notera par exemple :
- Le Concerto turc de Michel Corrette est composé en 1742 à l'occasion de la venue à Paris de l'ambassadeur ottoman Yirmisekizzade Mehmed Saïd Pacha, grand amateur de culture française[5] et joué le 29 janvier 1742 à la Comédie italienne en présence de l'ambassadeur. On exécute également en son honneur un « Divertissement, dédié à Son Excellence Saïd Mehemet, Pacha » incluant une Marche turque composée par Alexandre de Villeneuve (1756-1728)[5].

## Contexte viennois
Un élan important pour la musique turque s'est produit en 1699, lorsque l'Autriche et l'Empire ottoman ont négocié le traité de Karlowitz. Pour célébrer le traité, la délégation diplomatique turque a amené un orchestre de janissaires ainsi que d'autres artistes à Vienne pour plusieurs jours de représentations.
Bien que le son des janissaires ait été familier en Europe au XVIIIe siècle, les compositeurs classiques n'ont pas été les premiers à l'utiliser ; les premiers imitateurs ont plutôt été les fanfares militaires. L'influence culturelle a d'abord impliqué l'importation effective de musiciens turcs, comme le raconte Henry George Farmer (en) :

« Le mérite d'avoir introduit cette batterie de percussions et de concussions en Europe revient généralement à la Pologne qui, dans les années 1720, avait reçu du Sultan une formation musicale turque complète. La Russie, pour ne pas être en reste, sollicita une faveur similaire de la Sublime Porte en 1725, la Prusse et l'Autriche suivant le mouvement, et dans les années 1770 la plupart des autres pays étaient tombés sous l'emprise de la musique des janissaires. »

L'importation de véritables musiciens n'a été qu'un phénomène temporaire, et la coutume ultérieure a consisté à attribuer les instruments turcs des fanfares militaires européennes à d'autres interprètes.
Ainsi, la musique turque en Europe avait deux connotations - orientale et militaire - pour les compositeurs européens des XVIIe et XVIIIe siècles. L'association turque ne s'est pas évaporée de sitôt. Même pendant les années 1820, en planifiant le dernier mouvement de la Neuvième Symphonie, Beethoven s'est fait une note à lui-même indiquant spécifiquement qu'elle contiendrait de la musique "turque". L'utilisation du terme argotique « section turque » pour décrire la section des percussions d'un orchestre symphonique a apparemment persisté jusqu'à l'époque moderne.
Il est finalement devenu possible d'écrire de la musique avec une grosse caisse, un triangle, des cymbales et un piccolo sans évoquer une atmosphère turque, et à la fin du XIXe siècle, les compositeurs symphoniques ont fait un usage libre de ces instruments. Ainsi, à long terme, les instruments turcs sont un cadeau à la musique classique occidentale de la tradition musicale militaire ottomane.

## Description
La musique turque (dans le sens qui vient d'être donné ci-dessus) est toujours vive en tempo et est presque toujours une sorte de marche.
Lorsque la musique turque était écrite pour un orchestre, elle utilisait normalement des instruments de percussion supplémentaires que l'on ne trouvait pas dans les orchestres de l'époque : généralement, la grosse caisse, le triangle et les cymbales. Ces instruments étaient utilisés par les Turcs ottomans dans leur musique militaire, donc au moins l'instrumentation de la musique "turque" était authentique, à l'exception du triangle. Souvent, il y a aussi un piccolo, dont le ton perçant rappelle le son strident de la zurna des musiques janissaires ottomanes.
Il semble qu'au moins une partie de la valeur de divertissement de la musique "turque" était l'exotisme perçu. Les Turcs étaient bien connus des citoyens de Vienne (où Mozart, Haydn et Beethoven ont tous travaillé) en tant qu'adversaires militaires, et en effet, les siècles de guerre entre Autriche et Empire ottoman n'avaient commencé à tourner généralement en faveur de l'Autriche que vers la fin du XVIIe siècle. Les différences de culture, ainsi que les frissons provoqués par les nombreuses invasions turques antérieures, ont apparemment suscité chez les Viennois une fascination pour tout ce qui était turc - ou même pour les ersatz de turcs. Ce phénomène s'inscrit dans une tendance générale des arts européens de l'époque : la turquerie.
L'un des exemples les plus connus de la marche turque est le rondo alla turca du troisième mouvement de la Sonate pour piano n° 11 en la majeur de Mozart (vers 1780), qui est devenu au fil du temps la marche turque par antonomase ; également une partie du choral de la quatrième mouvement de la Neuvième symphonie de Beethoven (1824) suit également un motif turc pendant plusieurs mesures  (en allemand : Froh ! Froh, wie seine Sonnen, seine Sonnen fliegen...).

## Exemples
Trois des grands compositeurs de l'ère classique, Haydn, Mozart et Beethoven, ont écrit de la musique turque.

### Haydn
- L'opéra de Haydn, L'incontro improvviso (en) (" La rencontre imprévue ", 1775), est quelque peu similaire dans son sujet à l' Enlèvement au sérail' de Mozart, plus tardif, et comprend également de la musique " turque ", par exemple dans l'ouverture[7].
- La Symphonie militaire (1794) de Haydn utilise de la musique " turque " à la fois dans le deuxième mouvement (qui dépeint une bataille) et dans une brève reprise à la fin du finale.

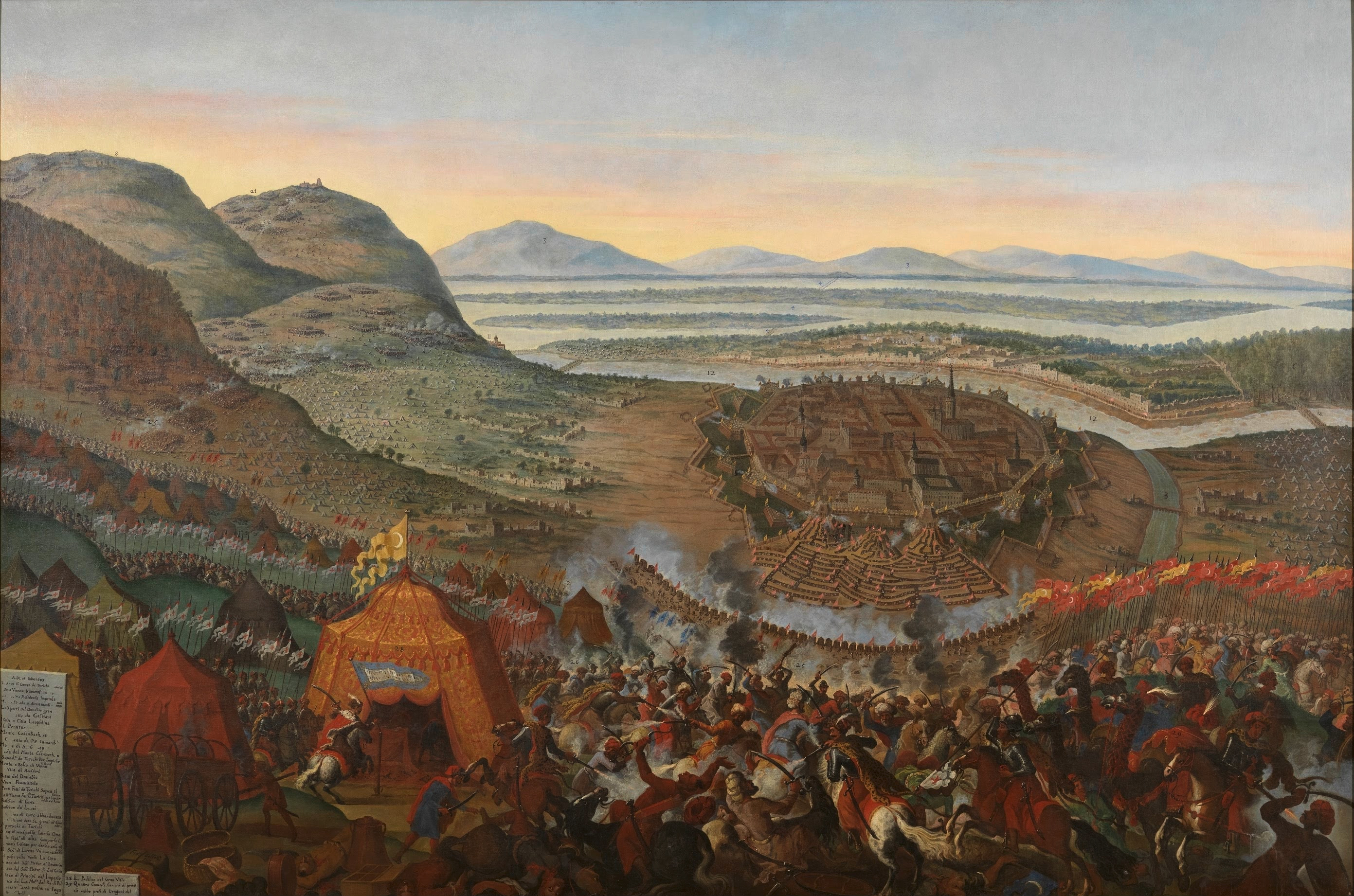
Le siège turc de Vienne est levé (1683), peinture de.

Haydn avait un lien personnel quelque peu éloigné avec l'armée turque - ses grands-parents paternels vivaient à Hainburg lorsqu'elle a été détruite par les Turcs pendant l'invasion de 1683 ; contrairement à la plupart des citoyens de Hainburg, ils ont survécu à l'attaque.

### Mozart
- L'opéra de Mozart de 1782 Die Entführung aus dem Serail (L'enlèvement au sérail) est l'œuvre quintessentielle de la musique turque, car toute l'intrigue est centrée sur le stéréotype de Turcs comiquement sinistres. (L'ouverture de l'opéra ainsi que deux marches pour le chœur des janissaires sont de la musique turque dans le sens décrit ci-dessus). Cet opéra et d'autres opéras contemporains ont été tellement influencés par la mode turque qu'ils ont mérité le nom populaire d'"opéra turc"[9].
- La Sonate pour piano en la, K. 331 (1783) se termine par le célèbre rondo marqué "Alla Turca". Les notes répétées, les ornements répétés et les passages forts/faibles sont caractéristiques du style turc. L'imitation s'est probablement faite plus près du piano de l'époque de Mozart, dont les cordes basses produisaient une sorte de cliquetis lorsqu'elles étaient jouées fort, que ne le permettent les pianos modernes.
- Le finale du Concerto pour violon no 5 en la majeur K. 219 (1775), parfois appelé le concerto "turc", est interrompu par un épisode bruyant de musique turque. Mozart a adapté ce passage d'un ballet antérieur, Le gelosie del seraglio (Les femmes jalouses du sérail) K. 135a, composé pour Milan en 1772. Dans ce concerto, les violoncelles et les contrebasses ajoutent à l'effet percussif en jouant de leurs instruments coll' arco al roverscio, c'est-à-dire col legno, en frappant les cordes avec le bois de l'archet.

### Beethoven
- En 1811, Beethoven a écrit une ouverture et une musique de scène pour une pièce de August von Kotzebue intitulée Les Ruines d'Athènes, créée à Budapest en 1812. Un élément de la musique de scène (op. 113, n° 4) est la Marche turque (en). Beethoven a également écrit un ensemble de variations sur sa marche pour piano, opus 76.
- La Victoire de Wellington (1813) de Beethoven commémore la victoire britannique lors de la bataille de Vitoria en Espagne. Les armées britanniques et françaises qui s'affrontent marchent vers la bataille au son de versions musicales turques de leurs chants de guerre respectifs, Rule Britannia et Malbrouk s'en va-t-en guerre.
- Beethoven est revenu à la musique turque, qui n'était plus très en vogue à cette époque, dans un passage du dernier mouvement de sa Neuvième symphonie (1824). Un ténor soliste, assisté par les ténors et les basses du chœur, chante une variation fleurie sur le célèbre thème, accompagné par des instruments turcs jouant pianissimo (Froh ! Froh, wie seine Sonnen, seine Sonnen fliegen...).

### Autres compositeurs
La musique turque apparaît également dans des œuvres de Jean-Philippe Rameau, Jean-Baptiste Lully, Michel Corrette, Michael Haydn (Marcia turchesca, MH 601), Gioacchino Rossini, Ludwig Spohr, dans deux opéras de Gluck - Die Pilger von Mekka (1764) et Iphigenie auf Tauris (1779) - et dans la Symphonie no. 6 en la mineur ("Sinfonie turque") de Friedrich Witt (1770-1836). Paul Wranitzky, qui était de son vivant l'un des compositeurs les plus célèbres de Vienne, a également écrit de la musique d'influence turque, notamment une symphonie de grande envergure. Franz Xaver Süssmayr, surtout connu pour avoir achevé le Requiem inachevé de Mozart, a également composé plusieurs œuvres turques, notamment des opéras et des symphonies (sa Sinfonia turchesca par exemple). Parmi les autres compositeurs qui ont écrit d'excellents exemples de musique turque, citons Joseph Martin Kraus, Ferdinand Kauer, Carel Anton Fodor (Rondo alla turque de son concerto pour clavier Op. 12) et Ferdinando Paer.

## Caractéristiques musicales
Dans la musique turque, les instruments de percussion jouent souvent ce rythme :
C'est le même rythme que la cadence de marche des soldats :  "Gauche ... gauche ... gauche, droite, gauche ..."
Les instruments mélodiques de la musique turque soulignent souvent le rythme en jouant des ornements, soit une seule fois, soit plusieurs à la suite, sur la pulsation.
Les deux caractéristiques que nous venons de mentionner peuvent être observées dans l'extrait suivant de la musique turque dans le Concerto pour violon n° 5 de Mozart :
Le rythme et les appoggiatures militaires sont également visibles dans la partie de la main gauche pour ce passage de la musique turque de la sonate pour piano K. 331 de Mozart, mentionnée ci-dessous :
Le rôle de la musique turque dans une œuvre plus vaste semble être de servir de forme de détente musicale. Ainsi, dans le finale de la Neuvième Symphonie de Beethoven, la marche turque sert de période de baisse d'intensité entre deux sections plus massives et chargées d'émotion. La musique turque se retrouve souvent dans les finales, qui (comme le souligne Charles Rosen) sont généralement les mouvements les plus détendus et les moins organisés des œuvres classiques.

## La "pédale janissaire" sur les premiers pianos
Au tournant du 19e siècle, la musique « turque » était si populaire que les fabricants de pianos fabriquaient des pianos spéciaux dotés d'une « pédale janissaire », également appelé pédale « militaire ». L'instrumentiste appuyait sur une pédale qui faisait sonner une cloche et/ou un marteau rembourré qui frappait la table d'harmonie en imitant une grosse caisse.
Selon Edwin M. Good, le jeu turc était populaire pour jouer le rondo K. 331 de Mozart, et « nombreux étaient les pianistes qui utilisaient allègrement le jeu janissaire pour l'embellir. »